# Furulund
Furulund est une localité suédoise située dans la commune de Kävlinge en Scanie.

## Démographie
Sa population était de 4 669 habitants en 2020.